# Dióxido de urânio
O dióxido de urânio (UO2) é um composto químico de urânio e oxigênio. É um pó preto, cristalino e radioativo que ocorre naturalmente no mineral pechblenda. É utilizado em barras de combustível nuclear nos reatores nucleares. Uma mistura de dióxido de urânio e plutônio é usado como combustível MOX. Antes de 1960 era utilizado como corante amarelo e preto em esmaltes cerâmicos e vidros.

## Produção
O Dióxido de urânio é produzido pela redução do trióxido de urânio com o hidrogênio.
UO3 + H2 → UO2 + H2O a 700 °C (970 K)

## Propriedades

### Estrutura
É isoestrutural com a fluorita, dióxido de plutónio e de netúnio.

### Oxidação
O Dióxido de urânio é oxidado em contato com o oxigênio, produzindo octaóxido de triurânio.
3UO2 + O2 → U3O8 a 700 °C (970 K)

## Usos

### Combustível nuclear
O UO2 é utilizado principalmente como combustível nuclear, podendo ser usasdo puro ou misturado a PuO2(dióxido de plutónio). A mistura de U02 e PuO2 É conhecida como óxido misto (MOX), e é muito usada como combustível em reatores nucleares.

### Propriedades semicondutoras
O dióxido de urânio é um material semicondutor. Sua gap é de cerca de 1,3 e.V, que se situa entre a abertura da faixa de silício e arsenieto de gálio, próximo do ideal da eficiência vs a curva da gap de energia de absorção de radiação solar, sugerindo seu possível uso em eficientes células solares baseadas em estruturas de diodos Schottky; tambem absorve cinco diferentes tipos de comprimentos de onda, incluindo o infravermelho, aumentando ainda mais sua eficiência. Sua condutividade intrínseca à temperatura ambiente é aproximadamente a mesma de silício monocristalino.
Antigamente era usado como condutor de calor.
Sua constante dielétrica é cerca de 22, que é quase o dobro do silício (11,2) e do GaAs (14,1), o que representa uma vantagem sobre Si e GaAs para a construção de circuitos integrados.
O coeficiente de Seebeck do dióxido de urânio à temperatura ambiente é de cerca de 750 mV / K, um valor significativamente superior à 270 mV / K do  telureto de tálio com estanho (Tl2SnTe5), do telureto de tálio com germânio (Tl2GeTe5) e de ligas de telúrio-bismuto, outros materiais promissores para aplicações em termelétricas e elementos Peltier.
O impacto do decaimento radioativo do 235U e 238U em suas propriedades semicondutoras não foi avaliado a partir de 2005. Devido à taxa de decomposição lenta destes isótopos, ela não deve influenciar significativamente nas propriedades das células solares de dióxido de urânio e dispositivos de termelétricas, mas pode se tornar um fator importante para os chips VLSI. Uso do óxido de urânio empobrecido é necessário para essa reação. A captura do partículas alfa emitidas durante o decaimento radioativo de átomos de hélio na estrutura cristalina também pode causar mudanças graduais de longo prazo em suas propriedades.
A estequiometria do material influencia dramaticamente em suas propriedades elétricas.
O Dióxido de urânio, como U3O8, é um material cerâmico capaz de suportar altas temperaturas (cerca de 2300 °C, em comparação com, no máximo, 200 °C para a o silício ou GaAs), tornando-o adequado para aplicações de alta temperatura como dispositivo termofotovoltaico.
O Dióxido de urânio também é resistente a danos causados pela radiação, tornando-o útil em dispositivos rad-hard destinados a aplicações militares e aeroespaciais.
Um diodo Schottky de U3O8 e um transistor p-n-p do UO2 foram fabricados com sucesso em laboratório.

## Toxicidade
O dióxido de urânio é conhecido por ser absorvido por fagocitose nos pulmões